# Can’t Repeat
Can’t Repeat (с англ. — «Не могу повторить») — сингл американской панк-рок-группы The Offspring, выпущенный с их альбома Greatest Hits. Несмотря на то, что сингл был выпущен 20 июня 2005 года, его выход состоялся для радио 10 мая  того же года.

## Видеоклип
Видеоклип к «Can’t Repeat» просто показывал, как группа играет в заброшенной комнате, и он мало транслировался на MTV. Была сделана альтернативная версия, показывающая актёров, оглядывающихся назад на фотографии и воспоминания, отражающие предмет песни, хотя эта версия также была очень редко показана. Это был второй и последний видеоклип, в котором участвовал барабанщик Атом Уиллард.
Оригинальная версия видеоклипа начинается с того, что Грег Крисел исполняет вступительную басовую линию в стиле k, отсюда его прозвище Грег К., затем присоединяться Уиллард, и, наконец, Холланд и «Нудлз».

## Список композиций
| №  | Название                                        | Длительность |
| -- | ----------------------------------------------- | ------------ |
| 1. | «Can’t Repeat»                                  | 3:25         |
| 2. | «One Hundred Punks» (кавер группы Generation X) | 3:13         |
| 3. | «(Can't Get My) Head Around You»                | 2:13         |

## Позиции в чартах
| Чарт (2005)                         | Высшая позиция |
| ----------------------------------- | -------------- |
| Канада (Radio & Records)            | 12             |
| США (Billboard Mainstream Rock)     | 10             |
| США (Billboard Alternative Airplay) | 9              |